# Jamie Burnett
Jamie Burnett (* 16. September 1975) ist ein ehemaliger schottischer Snookerspieler aus Hamilton nahe Glasgow, der zwischen 1992 und 2017 für 25 Saisons auf der Snooker Main Tour spielte. Der schottische Meister von 1992 erreichte in dieser Zeit sowohl beim Shanghai Masters 2010 als auch bei den Gdynia Open 2012 das Finale, verlor aber beide Endspiele. Bekannt wurde er darüber hinaus durch ein 148er-Break im Rahmen der Qualifikation für die UK Championship 2004; es war der erste Fall, bei dem im professionellen Snooker der Sonderfall der 16-Red-Clearance eines Maximum Breaks zum Zuge kam. Burnetts 148er-Break war allerdings kein Maximum Break im Sinne des Sonderfalls, da dessen Höchstpunktzahl 155 Punkte beträgt.

## Karriere
1991 nahm Burnett mit begrenztem Erfolg am Juniorenwettbewerb des World Masters teil. Ein Jahr später gewann er mit einem Sieg über Martin Dziewialtowski die schottische Snooker-Meisterschaft. Nur kurze Zeit später wurde er Profispieler. Während seiner ersten vier Profisaisons schied Burnett häufig in der Qualifikation aus und konnte anfangs nur selten, später immerhin einige Male die Hauptrunde von Ranglistenturnieren erreichten. Nachdem er bereits das Halbfinale der Benson & Hedges Championship 1994 erreicht hatte, das Turnier aber kein Ranglistenturnier war, gipfelte die Entwicklung mit einer Hauptrundenteilnahme an der prestigeträchtigen Snookerweltmeisterschaft 1996. Auf der Weltrangliste verbesserte sich Burnett, der sich im Laufe langsam hochgearbeitet hatte, auf Platz 54. Die nächsten drei Spielzeiten hielten für den Schotten häufig Hauptrundenteilnahmen bereit. Mehrfach kam er bei Ranglistenturnieren auch recht weit, sodass er in diesem Triennium dreimal das Viertelfinale eines Ranglistenturnieres erreichte. Infolgedessen stieg er auf Rang 27 auf, womit er bereits die höchste Platzierung seiner Karriere erzielt hatte.
In den folgenden Jahren mehrten sich wieder die Qualifikationsniederlagen. Nur einige Male konnte bei Hauptrundenteilnahmen recht weit kommen; mehrere Achtelfinalteilnahmen blieben seine besten Ergebnisse. Höhepunkt war zweifelsfrei die Qualifikation der UK Championship 2004 mit dem 148er-Break. Dieses 148er-Break war das bislang einzige auf professioneller Ebene gespielte Break mit mehr Punkten als das eigentliche Maximum Break (147 Punkte), was durch einen Free Ball ermöglicht worden war (siehe auch Maximum Break: Sonderfall 16-Reds-Clearance). Infolge seiner schlechteren Ergebnisse verschlechterte sich Burnett auch auf der Weltrangliste, wo er Mitte 2005 nur noch auf Platz 56 geführt wurde. Nachdem Burnett in den folgenden Jahren etwas regelmäßiger die Qualifikation überstand und bei Hauptrundenteilnahmen regelmäßiger nicht sofort ausschied, konnte er sich innerhalb von fünf Jahren wieder auf Rang 37 verbessern. Im Jahr 2008 musste Burnett zudem Untersuchungen seitens des Weltverbandes über sich ergehen lassen, nachdem er bei der UK Championship 2008 mit 3:9 gegen Stephen Maguire verloren hatte, ein Ergebnis, auf das vorher auffällig viele Wetten abgeschlossen worden waren.
Im Laufe der nächsten drei Jahre machte Burnett durch eine Viertelfinalteilnahme bei einem Event der Players Tour Championship (PTC), aber vor allem durch Finalteilnahmen beim Shanghai Masters 2010 und bei den Gdynia Open 2012 (auch ein PTC-Event) von sich reden. Allerdings verlor er beide Endspiele, in Shanghai gegen Ali Carter, in Gdynia gegen Neil Robertson. Immerhin schaffte er es dadurch, sich drei Jahre infolge auf dem 39. Platz der Weltrangliste zu halten. Zwar konnte Burnett auch in den folgenden Jahren einige Erfolge wie eine Viertelfinalteilnahme bei der International Championship 2014 erzielen, doch nach und nach blieben die Erfolge immer mehr aus und Burnett schied wieder früher aus. Im Rahmen der International Championship 2014 war Burnett erneut in Untersuchungen zu Wettverstößen verwickelt, diesmal allerdings nicht als Verdächtiger. Als solcher galt John Sutton, den Burnett mit 6:0 besiegt hatte. Der Weltverband erklärte schließlich fast ein Jahr später Sutton für des Wettbetrugs schuldig. Abgerutscht auf Platz 59, zog sich Burnett im Sommer 2016 vom Profisnooker zurück. Bereits im Rahmen der Snookerweltmeisterschaft 2014 hatte er bekundet, die Lust am Sport verloren zu haben. Nachdem er am Saisonende nur noch auf Platz 84 rangierte, verlor er auch offiziell die Spielberechtigung für die Profitour.

## Erfolge
| Ausgang         | Jahr | Turnier                           | Finalgegner           | Ergebnis |
| --------------- | ---- | --------------------------------- | --------------------- | -------- |
| Amateurturniere |      |                                   |                       |          |
| Sieger          | 1992 | Schottische Snooker-Meisterschaft | Martin Dziewialtowski | 6:2      |
| Profiturniere   |      |                                   |                       |          |
| Zweiter         | 2010 | Shanghai Masters                  | Ali Carter            | 7:10     |
| Zweiter         | 2012 | Gdynia Open                       | Neil Robertson        | 3:4      |